# Сувори
Суво́ри (рос. Суворы) — село у складі Богдановицького міського округу Свердловської області.
Населення — 98 осіб (2010, 201 у 2002).
Національний склад станом на 2002 рік: росіяни — 96 %.